# Pandinus imperator
L'escorpí emperador (Pandinus imperator) és una espècie de l'ordre Scorpiones que pertany a la família Scorpionidae.

## Descripció
És un dels escorpins més grans del món i viu entre 6 a 8 anys. El seu cos és fosc, amb tons que van des del verd i blau fosc fins a cafè o negre. Mesura aproximadament 21 centímetres de llarg i pesa 30 grams. No obstant això, algunes espècies d'escorpins forestals similars com el Heterometrus swammerdami té el rècord de ser l'escorpí més gran del món amb 23 centímetres i es confonen sovint. Va ser descrit per primera vegada pel entomòleg alemany Carl Ludwig Koch en 1841.

## Conservació i l'impacte humà
L'escorpí emperador és una espècie molt popular en el comerç de mascotes, la qual cosa ho ha portat a tal nivell de captura en la naturalesa que l'espècie es troba actualment inclosa en l'apèndix segon del CITIS.

## Alimentació i hàbitat
Habiten en deserts i selves tropicals d'Àfrica Occidental. S'enterren sota el sòl o s'amaguen sota roques o enderrocs. La seva alimentació es compon principalment de diversos artròpodes com a paneroles, aranyes, escarabats, grills, i de vegades petits ratolins i sargantanes. Les preses són esmicolades amb els quelícers en totalitat perquè l'escorpí pugui absorbir les farinetes resultants, el procés d'alimentació sol requerir diverses hores.

## Picada
La picada de l'escorpí emperador la hi pot classificar com a lleu, similar a la de les abelles. En la majoria dels casos les persones no es veuen afectades per la picada de l'escorpí emperador, però pot afectar persones al·lèrgiques o amb malalties presents.